# Pernille Rosenkrantz-Theil
Pour les articles homonymes, voir Theil.
Pernille Rosenkrantz-Theil, née le 17 janvier 1977 à Skælskør (Danemark), est une femme politique danoise, membre du parti Social-démocratie (SD).
Elle est ministre de l'Enfance et de l'Éducation de 2019 à 2022, puis ministre des Affaires sociales et du Logement de 2022 à 2024.

## Biographie
Pernille Rosenkrantz-Theil est engagée en politique dès son plus jeune âge. Lors de sa scolarité secondaire, de 1992 à 1995, elle est membre du comité exécutif de Danske Gymnnasieelevers Sammenslutning (Union des lycéens), une organisation qui travaille à l'amélioration des conditions des lycéens au Danemark. En 1998, elle est la directrice de campagne de l'opération Dagsværk, une journée nationale d'activisme caritatif pour les lycéens danois. Dans sa vie professionnelle, elle a travaillé comme consultante pour des syndicats danois, entre autres. Elle obtient un diplôme en sciences politiques à l'université de Copenhague en 2004.
Du 20 avril au 31 juillet 1999, Pernille Rosenkrantz-Theil est membre temporaire du Parlement (le Folketing). Elle est formellement élue députée en 2001. De 1996 à 2007, elle est membre du conseil central et du comité de travail de l'Alliance rouge et verte. Elle est porte-parole pour l'égalité, la santé, les finances, l'éducation et les affaires ecclésiastiques. 
Le 18 mars 2003, le Premier ministre Anders Fogh Rasmussen et le ministre des Affaires étrangères Per Stig Møller sont aspergés de peinture rouge dans l'enceinte du Parlement par deux opposants à la guerre en Irak, et Pernille Rosenkrantz-Theil apporte alors son soutien aux activistes. Le jour du 10ème anniversaire de l'incident, elle affirme regretter sa position de soutien de l'époque.
En mars 2007, elle annonce qu'elle ne briguera pas de nouveau mandat de députée lors des prochaines élections, et quitte donc le Folketing après les élections législatives anticipées du 13 novembre.
En avril 2008, elle annonce quitter la Liste de l'unité, évoquant à la fois des désaccords politiques avec la direction du parti et son retrait de la vie politique active. Elle annonce finalement en décembre rejoindre les Sociaux-démocrates, déclarant ne pas exclure de se présenter aux prochaines élections législatives sous les couleurs de son nouveau parti. Elle officialise sa candidature à un retour au Folketing en février 2009, et retrouve un siège de députée à l'occasion des élections législatives du 15 septembre 2011,. Après le scrutin, elle devient la porte-parole du groupe parlementaire social-démocrate pour les questions de climat et d'énergie. Elle prend en 2013 la présidence de la commission parlementaire sur l'emploi.
Le 3 février 2014, à l'occasion d'une réorganisation du groupe parlementaire social-démocrate suite à la formation d'un nouveau gouvernement, elle devient porte-parole pour les affaires sociales et le handicap. Elle conserve ce rôle après sa réélection lors des élections législatives de juin 2015, à l'issue desquelles elle prend la présidence de la commission parlementaire sur l'éducation.
Elle est réélue pour un nouveau mandat au Folketing lors des élections législatives du 4 juin 2019, remportées par la gauche. Le 27 juin, elle est nommée ministre de l'Enfance et de l'Éducation dans le gouvernement de la nouvelle Première ministre Mette Frederiksen. 
Le 15 décembre 2022, elle devient ministre des Affaires sociales et du Logement. Elle perd son poste le 29 août 2024 au profit de la bourgmestre de Copenhague, Sophie Hæstorp Andersen, lors d'un remaniement gouvernemental. Elle annonce alors vouloir se présenter à la mairie de Copenhague lors des élections municipales de novembre 2025. Elle est officiellement investie tête de liste sociale-démocrate pour le scrutin le 11 septembre.
En mai 2025, elle annonce qu'elle quitte le Folketing pour se consacrer pleinement à sa candidature à la mairie de Copenhague. Face à l'enjeu du coût de la vie dans la capitale, elle propose lors de la campagne la gratuité des crèches et des jardins d'enfants pour toutes les familles de la commune.

## Ouvrages
- 2001 : En dollar om dagen (contributrice)
- 2004 : Fra kamp til kultur - 20 smagsdommere skyder med skarpt (contributrice)
- 2010 : Ned og op med stress
- 2018 : Det betaler sig at investere i mennesker - en bog om sociale investeringer, tidlig indsats, finansministeriets regnemodeller & SØM (co-auteure)
- 2019 : Hvilket velfærdssamfund ?